# L'Œil du sorcier
Voir également L'Œil du sorcier, le téléfilm inspiré par l'essai.
L'Œil du sorcier est un essai de Philippe Alfonsi et Patrick Pesnot au sujet de l'ensorcellement supposé en 1973 dans le Berry. Il est réédité en 2011 aux éditions de Borée. Il a donné lieu au scénario du téléfilm du même nom.

## Éditions
- Philippe Alfonsi et Patrick Pesnot, L'Œil du sorcier, Robert Laffont, 1973
- Philippe Alfonsi et Patrick Pesnot, L'Œil du sorcier, éditions de Borée, 2011 (réédition),  (ISBN 978-2812904455)